# René Villadsen
René Erik Hedegaard Villadsen (* 18. April 1986 in Ølgod) ist ein dänischer Handballspieler. Er bestritt bislang zwei Länderspiele für die dänische Nationalmannschaft.

## Karriere
René Villadsen spielte in Dänemark bei Frederikshavn fI, Skjern Håndbold, Mors-Thy Håndbold und ab 2011 bei Sønderjysk Elitesport. Mit Skjern nahm er 2005/06 am Europapokal der Pokalsieger teil. Ab der Saison 2013/14 stand der 2,01 Meter große Handballtorwart beim deutschen Verein ThSV Eisenach unter Vertrag, mit dem er 2014 aus der ersten in die zweite Bundesliga abstieg. Ab der Saison 2015/16 hütete er das Tor von MT Melsungen. In der Saison 2017/18 stand er beim dänischen Verein Aarhus Håndbold unter Vertrag. Anschließend schloss er sich bis zum Saisonende dem deutschen Erstligisten SC DHfK Leipzig an, der aufgrund des Ausfalls von Jens Vortmann einen weiteren Torhüter suchte. Villadsen kehrte im Sommer 2019 nach Aarhus zurück. Seit der Saison 2020/21 steht er bei Ribe-Esbjerg HH unter Vertrag. Zur Saison 2021/22 wechselt er zum HC Midtjylland.